# Marina Sauter
Marina Sauter (* 23. April 1997 in Dillingen an der Donau) ist eine deutsche Biathletin und Skilangläuferin. Sie wurde im August 2016 in das Zoll-Ski-Team aufgenommen.

## Leben
Marina Sauter stammt aus Bächingen an der Brenz, weit entfernt von den deutschen und internationalen Biathlonzentren. Als Kind war sie mit ihrem Vater Willi Sauter mehrfach Zuschauerin in der Chiemgau-Arena in Ruhpolding. Bei der Sommersichtung im Biathlonzentrum Dornstadt gelang ihr 2007 der Einstieg in den Biathlonsport. 2013 wechselte sie ins Sportinternat Furtwangen und hat 2016 am Wirtschaftsgymnasium der Robert-Gerwig-Schule das Abitur abgelegt. Sie startete für den DAV Ulm und seit einigen Jahren für den SC Partenkirchen.

## Karriere
Marina Sauter wurde 2015 in den Nationalkader des DSV aufgenommen und startete 2016 bei Biathlon-Juniorenweltmeisterschaften im rumänischen Cheile Grădiștei. Dort wurde sie im ersten Rennen Jugendweltmeisterin im Einzel. Im Sprint der Weltmeisterschaften erreichte sie einen 14. Platz, im darauf folgenden Verfolgungsrennen verbesserte sie sich deutlich und gewann die Bronzemedaille. Aufgrund ihrer starken Leistungen wurde sie in der Staffel bereits im Juniorenbereich eingesetzt und erreichte zusammen mit Christin Maier und Janina Hettich den 4. Rang. Die folgenden beiden Jahre bestritt Sauter weiterhin Rennen im Jugend- und Juniorenbereich, konnte jedoch nicht an ihre guten Ergebnisse der Juniorenweltmeisterschaften 2016 anknüpfen. Bei den Biathlon-Junioreneuropameisterschaften 2017 im tschechischen Nové Město na Moravě war ein elfter Platz im Einzelrennen der Junioren über 12,5 km ihr bestes Ergebnis. In der Saison 2017/18 nahm Sauter an sechs Rennen des IBU-Junior-Cups teil und platzierte sich immer unter den besten fünf, davon wurde sie Zweite beim Einzelrennen in Ridnaun und gewann einen Tag später das Sprintrennen. In Otepää verfehlte sie als Teil der deutschen Damenstaffel bei den Biathlon-Juniorenweltmeisterschaften 2018 auf dem vierten Rang knapp eine Medaille. Nachdem Sauter als Startläuferin mit einem Rückstand von unter zehn Sekunden übergeben hatte, verlor die Mannschaft knapp zwei Minuten und erreichte mit einem Abstand von fast eineinhalb Minuten auf das drittplatzierte Team das Ziel. Im Einzelrennen wurde sie 29., das Sprintrennen beendete sie nicht. 
Ab 2018 hatte Sauter mit Verletzungen zu kämpfen, was ihre sportliche Karriere stark beeinträchtigte. In dieser Zeit widmete sie sich verstärkt ihrem Studium, das sie im November 2023 erfolgreich beendete.
Ab 2023 nahm Sauter wieder verstärkt an Wettkämpfen teil. Neben Biathlonrennen bestritt sie auch Rennen in der Disziplin Skilanglauf, überwiegend im drittklassigen Deutschplandpokal/Alpencup, bei FIS-Rennen und Deutschen Meisterschaften. Bei den Deutschen Skilanglauf-Meisterschaften 2025 gewann sie im Staffelrennen gemeinsam mit Luisa Dahlke und Lea Zimmermann die Silbermedaille.